# Julien-Léopold Boilly

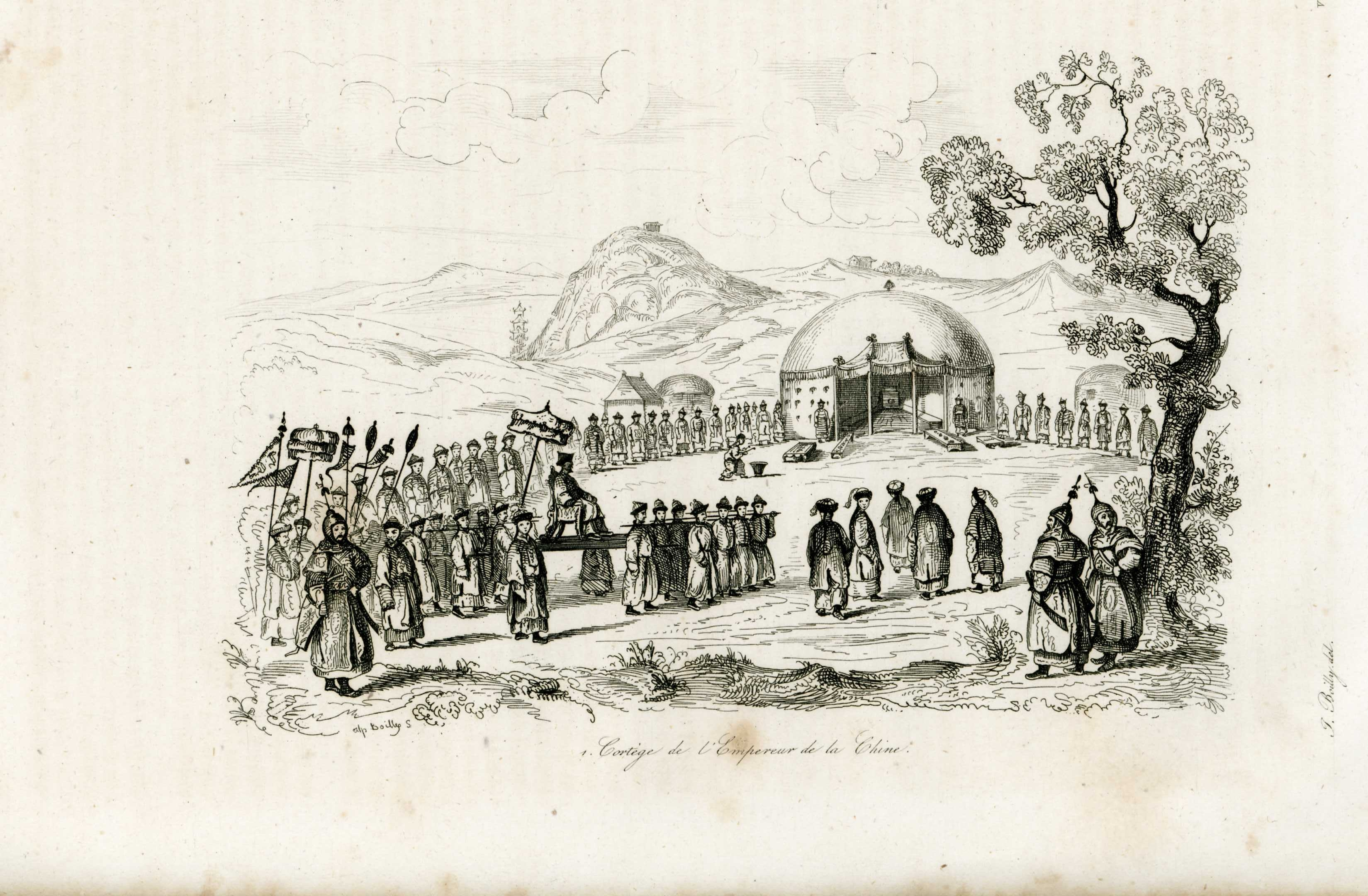
Litografi av Julien Léopold Boilly : Cortège de l'empereur de Chine (Den kinesiske kejsarens procession.

Julien-Léopold Boilly, född den 30 augusti 1796 i Paris, död där den 4 juni 1874, var en fransk konstnär och son till Louis-Léopold Boilly.